# Bodi District
Koordinaten: 6° 14′ N, 2° 51′ W
Der Bodi District ist einer von neun Distrikten der Western North Region des Staates Ghana. Er grenzt im Norden an den Juaboso District, im Osten an den Sefwi Wiawso District, im Süden an den Sefwi Akontombra District und im Westen an den Suaman District. Der waldreiche Distrikt liegt in der Zone des tropischen Regenwaldes.
Die größten Flüsse sind der Tano und sein Nebenfluss Sui. Die Nationalstraße 12 führt auf der Strecke von Elubo nach Sunyani von Süd nach Nord durch den Distrikt.